# Kamienica przy ulicy Koszarowej 5 w Katowicach
Kamienica przy ulicy Koszarowej 5 w Katowicach – zabytkowa kamienica, położona przy Koszarowej 5 w Katowicach, w granicach dzielnicy Śródmieście.

## Historia

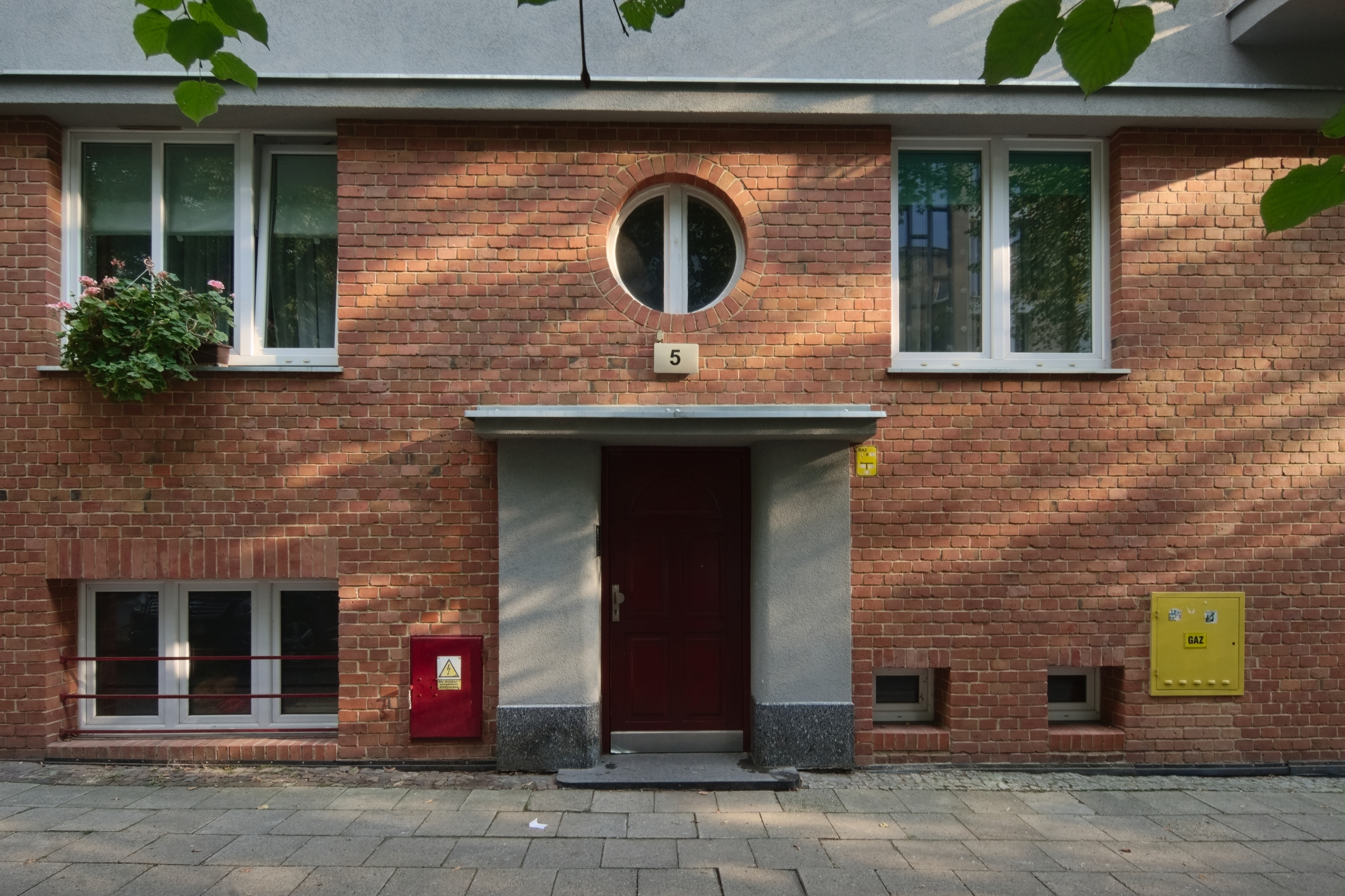
Wejście główne (2024)

Została ona wybudowana w 1930 roku w stylu funkcjonalistycznym, a wybudowała ją firma budowlana Jana Piechulka. W dniu 3 listopada 1992 roku została ona wpisana do rejestru zabytków pod numerem A/1505/92 – ochroną objęty jest cały budynek. Budynek znajduje się także w gminnej ewidencji zabytków miasta Katowice. W 2003 roku kamienica przeszła modernizację. Kamienica przeszła także remont elewacji frontowej, tylnej i ścian bocznych, wykonany przez przedsiębiorstwo budowlane Konior.
W połowie sierpnia 2022 roku w systemie REGON pod tym adresem zarejestrowanych było pięć aktywnych podmiotów gospodarczych, w tym gabinety lekarskie.

## Architektura
Ceglana kamienica znajduje się w północnej, zwartej pierzei ulicy. Powierzchnia zabudowy kamienicy wynosi 218 m². Posiada ona cztery kondygnacje nadziemne i podpiwniczenie.